# Десантник Стёпочкин
Десантник Стёпочкин — персонаж мультипликационной дилогии Тимура Курбаналиева, подросток, самовольно призвавшийся в Воздушно-десантные войска, тайком от мамы и работников военкомата.

## Описание персонажа
Стёпочкин, ребёнок высокопоставленной государственной служащей, учится в элитной школе и ожидает поступления в престижный ВУЗ. Но однажды он становится свидетелем учений с участием десантников, прыгнувших с парашютом и приземлившихся рядом с его школой. Ему даже удаётся им помочь, сориентировав их к близлежащему шоссе. После этой случайной встречи все мысли Стёпочкина направлены на службу в Вооружённых силах, причём не где-нибудь, а в воздушно-десантных войсках. После прохождения военной службы по призыву, наполненной разного рода событиями и приключениями, Стёпочкин, значительно возмужав и став совершенно неузнаваем, всё-таки поступает в ВУЗ. Но на этом его приключения не заканчиваются…

## Мультипликационная серия

### Мультфильм «Десантник Стёпочкин»
После случайной встречи с десантниками, Стёпочкин уже не хочет поступать в ВУЗ, а мечтает единственно о службе в ВДВ. С этой целью он хитростью проникает в военкомат, — так как сотрудники военкомата категорически отказались призывать его, — и вызывается добровольцем в команду ВДВ. Ввиду того что все остальные призывники проигнорировали предложение о службе в ВДВ, в команде едут только он и прибывший за молодым пополнением старшина Кулебяка.
Мама, встревоженная исчезновением сына, — а Стёпочкин ушёл служить, ни с кем не посоветовавшись и никому ничего не сказав, — начинает его поиски, к которым подключает силовые структуры и высоких должностных лиц. Но, как оказывается, найти военнослужащего бывает порой труднее, чем уклоняющегося (дезертира) от военной службы.
В мультфильме номер части не разглашается. Сам Стёпочкин сообщает в письмах маме, что служит в «секретном лесу» (в дембельской песне Сан Саныч и Кузя поют о «костромских краях», что указывает на 98-ю гвардейскую Свирскую воздушно-десантную дивизию, некоторые подразделения которой дислоцируются неподалёку от Костромы).
В части Стёпочкин контактирует главным образом со старослужащими Кузей и Сан Санычем, которые поначалу поручают Стёпочкину наведение порядка в расположении части. Однако убирая казарму, он случайно взрывает комнату для хранения оружия и саму казарму. Командир части в ярости, обещает Стёпочкину покраску травы в зелёный цвет до конца службы. Но ситуацию спасает приехавший в часть с инспекцией генерал-полковник, — начинавший службу ещё у С. М. Будённого, — который приказывает вызвать самолёт военно-транспортной авиации и отправить рядового Стёпочкина на прыжки, в ходе которых командир части обнаруживает у Стёпочкина один феномен: во время прыжка с парашютом юный десантник летит не вниз (по законам гравитации), а вверх.
Старослужащие части поначалу сторонятся Стёпочкина из-за его рассеянности и непредсказуемости, но потом всё же решают сделать из него настоящего «де́санта», чему и посвящают своё время перед увольнением в запас. При помощи «каши десантной» 4М22 им удаётся превратить субтильного Стёпочкина в физически крепкого военнослужащего.
Тем временем, на островах Средиземного моря готовятся крупные международные учения воздушно-десантных подразделений. Представлять Россию предстоит Стёпочкину и его подразделению. В финале остаются только военнослужащие Вооружённых сил США и российские десантники. Американцы используют самую современную технику (хотя это запрещено правилами) и передовые технологии, за счёт чего выходят вперёд. Не имея такой технической базы, российская команда по старинке опирается на меткость, выносливость и… на Стёпочкина. В итоге это приносит результат, и благодаря Стёпочкину россияне побеждают в соревнованиях. Сержант Стёпочкин — лучший военнослужащий Воздушно-десантных войск.
Примечательно что мультфильм был одобрен к показу на самом высоком уровне, то есть командованием ВДВ. Это произошло благодаря Михаилу Васильеву, настоятелю Патриаршего подворья при штабе ВДВ ВС России, который представил ленту командующему ВДВ А. П. Колмакову и старшим офицерам, на расширенном заседании военного совета ВДВ. Сериал «Десантник Стёпочкин» также демонстрировался студией «ВДВ-Фильм» в частях ВДВ в рамках Международного кинофестиваля «Десант-2010».

### «Десантник Стёпочкин и лунный десант»
На волне успеха первого фильма вышло продолжение: «Десантник Стёпочкин и лунный десант» (2008), где планете Земля грозит катастрофа космического масштаба. Стёпочкин, Кузя и Сан Саныч снова в строю и на этот раз противостоят инопланетянам и американцам. Фильм — участник 2-го Международного кинофестиваля фильмов о ВДВ и подразделениях СпН.

### «Военная тайна десантника Стёпочкина»
Киностудией «ВДВ-Фильм» была составлена подборка сюжетов «Дембельский альбом десантника Стёпочкина» и «Военная тайна десантника Стёпочкина» (был представлен на четвёртом открытом фестивале документального кино «Человек и война» в Екатеринбурге), которая рассказывает историю создания мультфильма и обретения большой популярности.

## Награды
В канун Дня Победы 2009 года, автор фильма «Десантник Стёпочкин» кинорежиссёр Тимур Курбаналиев, который стал лауреатом гран-при кинофестиваля ВДВ «Десант-2007», был представлен к медали Союза десантников России «За верность десантному братству». Награду вручал Председатель наблюдательного совета Союза десантников России С. М. Миронов. Несмотря на свой малый возраст мультфильм стал классикой десантного кинематографа.

## В патриотическом воспитании
Мультипликационный фильм «Десантник Стёпочкин» пользуется популярностью не только у взрослых россиян, но и у молодёжи и у детей. Неформально, он стал обязательным пунктом в программе многих военно-патриотических мероприятий для детей школьного возраста. Дни призывника и посещения воинских частей часто совмещают с показом мультфильма. Мультфильм демонстрируется, порой, даже при отправке со сборного пункта к месту несения службы.
Председатель Совета Федерации С. М. Миронов на Всероссийской конференции Союза десантников России обещал добиться чтобы мультфильм «Десантник Степочкин» показывали в эфире федеральных телеканалов не реже одного раза в месяц. Среди прочего, просмотр мультфильма первоклассниками входит в образовательные программы дополнительного образования, как воспитывающий гражданские чувства через формирование интереса к истории своего народа, его традициям и культуре. Телеведущий Аскар Туганбаев настоятельно рекомендует всем просмотр мультфильма, называя его «мегатрэшовым», что в понимании последнего несомненно является комплиментом создателям ленты. Как отмечается директором культурного центра СДР Андреем Ворожейкиным в официальном издании Союза десантников России газете «Десантники России», мультипликационный фильм «Десантник Стёпочкин» стал поистине популярным в народе.
Повсеместно проводятся разнообразные игры и конкурсы, в той или иной форме передающие сюжет мультфильма. Так, например,  сотрудниками главного управления МЧС по Тульской области совместно с музеем-заповедником проводится военизированная игра для детей «Десантник Стёпочкин». Как отмечает корреспондент газеты «Уральские военные вести», полковник Валерий Амиров, новый культурно-просветительский военно-патриотический проект «Где мы, там победа!», вызвавший большой интерес у молодёжи, которую трудно по нынешним временам чем-либо удивить, также не обошёлся без участия десантника Стёпочкина, который помогает детям в разгадывании загадок на военную тематику.